# Agní Báltsa
Agnes Baltsa (n. Agní Báltsa / Αγνή Μπάλτσα, Leucas, 19 de noviembre de 1944) es una mezzosoprano griega.
A la edad de seis años inició clases de piano, antes de mudarse a Atenas en 1958 para concentrarse en el canto. Se gradúa en el conservatorio de la ciudad en 1965 y viaja a Múnich para continuar sus estudios con una beca Maria Callas.
En 1968 debutó con el papel de Cherubino en  Las bodas de Figaro  en la Ópera de Fráncfort; un año más tarde se trasladó a la Deutsche Oper de Berlín. En 1970 cantó en la Ópera Estatal de Viena como Octavian. Bajo la tutela de Herbert von Karajan obtuvo reconocimiento internacional y participó regularmente en el Festival de Salzburgo, en roles dramáticos verdianos como Amneris (Aida) y la Princesa de Éboli (Don Carlo). Obtuvo el título de Kammersängerin en Viena en 1980. 
Su papel más conocido es el de Carmen, que grabó y cantó en varias ocasiones con José Carreras. Ha cantado también papeles de Mozart, destacando en Così fan tutte. Son virtuosas sus interpretaciones en obras de Rossini como Il barbiere di Siviglia, La Cenerentola y L'italiana in Algeri. Igualmente, ha interpretado obras de Mascagni (Cavalleria Rusticana), Verdi (Aida, La forza del destino, Il Trovatore, Don Carlos), Bellini (I Capuleti e i Montecchi), Donizetti (Il Campanello, Maria Stuarda) y Saint-Saëns (Dalila en la ópera Samson et Dalila).
Agnes Baltsa ha grabado óperas de Mozart como Mitridate re di Ponto y Ascanio in Alba, para Philips Classics. Igualmente, publicó un álbum de Arias, con la Orquesta de la Radio de Múnich y dirección de Zedda[¿quién?] para HMV, de Donizetti (María Estuardo), Mozart (Così fan tutte), Verdi (Macbeth) y Berlioz (Les Troyens). Ha grabado canciones de inspiración folclórica griega para Deutsche Grammophon: 'Songs my country taught me' ('Canciones que mi país me enseñó'), con Kostas Papadopoulos al buzuki y la Orquesta Experimental de Atenas, dirigida por Stavros Xarhakos.
Actuó en el filme alemán, Duett, en 1992, interpretando una cantante de ópera. En las olimpiadas de Barcelona en 1992 interpretó una obra de Mikis Theodorakis durante la entrada de la bandera olímpica al estadio durante la inauguración de los juegos.